# Apnoe-Hypopnoe-Index
Der Apnoe-Hypopnoe-Index (AHI) bezeichnet in der Schlafmedizin die durchschnittliche Anzahl von Apnoe- und Hypopnoe-Episoden pro Stunde Schlaf. Er ist ein Hinweis auf die Schwere einer „Schlafbezogenen Atmungsstörung“ und wird auch bei der Kontrolle von Therapieerfolgen verwendet.

## Berechnung des AHI
Zur Ermittlung des AHI wird die Summe aus der Anzahl von Apnoen und Hypopnoen zusammengenommen gebildet, und durch die Gesamtschlafzeit („Total sleep time“, einer Angabe in Stunden) dividiert. Die Anzahl der respiratorischen Ereignisse Apnoe (Atemaussetzer) und Hypopnoe (Zeiten mit vermindertem Atemfluss) werden im Schlaflabor bei einer Untersuchung mittels Polysomnographie ermittelt.
Durch Unterschiede bei der Bewertung der Hypopnoen nach älteren Regeln und den beiden nun gültigen, alternativ anzuwendenden Regeln kommt es zu erheblichen Unterschieden bei der Bestimmung des AHI mit Auswirkungen auf die Vergleichbarkeit von Studienergebnissen.

## Verwendung des AHI
Für die Diagnose bestimmter „Schlafbezogener Atmungsstörungen“ wie dem Obstruktiven Schlafapnoe-Syndrom (OSAS) werden neben weiteren Merkmalen bestimmte Werte für den AHI festgeschrieben.
Bei der Kontrolle der Therapie wird festgestellt, ob durch die Behandlung die Zahl der fraglichen respiratorischen Ereignisse entsprechend gesenkt wird.

## Schweregrad nach AHI
Es gibt keine einheitliche Einteilung des Schweregrads unter Verwendung des AHI. Die Amerikanische Gesellschaft für Schlafmedizin (AASM), die für die Ermittlung des AHI detaillierte Vorgaben veröffentlicht hat, gibt hinsichtlich des Schweregrads eines OSAS als Abstufung an:
- „Mild“: AHI 5-15,
- „Moderate“: AHI 15-30,
- „Severe“: AHI größer 30

und kombiniert die Aussage mit Hinweisen auf die Einschlafneigung tagsüber in bestimmten Situationen; (oft mit der Epworth Sleepiness Scale).
Nach der Medizinischen Leitlinie „Nicht erholsamer Schlaf - Schlafstörungen“ wird ein OSAS „ab einem AHI >15 und <30“ als mittelgradig, und „ab einem AHI >30 als schwer eingestuft“.
Andere Autoren verwenden Bezeichnungen wie leicht, mittelschwer und schwer und ziehen Grenzen bei einem AHI von 20 oder 40 oder verwenden mathematisch-technisch präziser erscheinende Grenzen mit Formulierungen wie „kleiner gleich“ ohne eine Überschneidung der Bereiche. Angesichts des Umstands, dass Therapieempfehlungen nicht nur am Schweregrad hängen und die Messergebnisse von Nacht zu Nacht ohnehin Schwankungen unterliegen, ist dies jedoch nicht erheblich.